# 多利安人入侵
多利安入侵是古希臘歷史學家設計的一個概念，用於解釋希臘南部的古風時期方言和傳統被古典希臘時期盛行的方言和傳統所取代。 後者被古希臘作家命名為“多利安”，以使用他們的歷史人群多利安人命名。
希臘傳說斷言，多利安人在稱為赫拉克勒斯后裔歸來的事件中佔領了伯羅奔尼撒半島。 19世紀的古典學者在傳說中看到了一個可能真實的事件，他們稱之為多利安人入侵。 這個概念的含義已經改變了好幾次，因為歷史學家、語言學家和考古學家試圖用它來解釋他們領域數據中表達的文化不連續性。 多利安文化到達地中海某些島嶼（如克里特島）的模式也不是很清楚。 多利安人在克里特島上的許多地方建立了殖民地，例如Lato。
儘管進行了近 200 年的調查，但從未確定多利安人大規模遷徙到希臘的歷史真實性，而且多利安人的起源仍然未知。 這種入侵的確切考古證據尚未確定。 儘管如此，多利安人在文獻中的普遍存在意味著大多數歷史學家並不拒絕該理論。 有些人將他們或他們的受害者與青銅時期晩期崩潰期間同樣神秘的海洋民族的出現聯繫起來。 “多利安人入侵”一詞解釋邁錫尼時期後進入希臘黑暗時代的文化和經濟崩潰的含義在某種程度上已經變得模糊不清。